# アガルート
株式会社アガルートは、国家試験、検定試験等の講座を提供するオンライン予備校「アガルートアカデミー」を運営する企業。オンライン教育事業、出版事業などを手掛けている。関連事業所としてアガルート法律会計事務所、グループ会社では人材紹介業、システムエンジニアリングサービス事業等を運営している。

## 概要
2013年12月、代表取締役の岩崎北斗（講師名：工藤北斗）と、取締役の岩瀬武ら数名によって起業。本社は東京都新宿区。
司法試験学習をデジタル化した最初期の予備校であり、岩崎がLECで講師を務めていたときに感じた「不合理」（「校舎」があることで生じる通学の必要性、収容人数の制限、管理維持費、講師が同じ講義を毎年繰り返すこと）を解消するオンライン配信による資格試験予備校を開校した。当初は「1年のうち3ヵ月間働いて、残りの9ヵ月はゴルフをして過ごせるようなビジネスモデル」を目指していたが、現在は教育を中核とした事業での拡大路線をとっている。
講座はパソコン、スマートフォン、ダブレット等からオンラインで講義を受講し、セットのテキストを用いるのが基本スタイル。一部の講座には、マネージメントオプション、個別指導、定期カウンセリング、ゼミといったオプションをつけることができる。
司法試験のオンライン講座からスタートし、行政書士や土地家屋調査士といった法律系資格の試験の講座を展開していたが、キャリア系、データサイエンス、ビジネススキル、語学等領域を拡大。また、資格、検定試験だけでなく、医療系学部のオンライン予備校、小学生〜中高生向けの学習方法の通信教育を行う、オンライン学習コーチングをはじめ、グループ会社化、業務提携、M&A等によりTOEFL®・IELTSのマンツーマンオンラインコーチング、パーソナル英会話レッスン等のオンライン教育事業などにも参入。岩瀬武が代表弁護士のアガルート法律会計事務所、土地家屋調査士、測量士補講師の中里優が代表者のアガルート土地家屋調査士法人も運営している。
出版事業では、司法試験・予備試験、行政書士、公務員等の学習書籍を出版。なお、講座のテキストとは別物である。

## ラウンジ・グループ会社・関連事業所・物流センター

### ラウンジ
大学の近くに置かれておりメイン対象は大学生。司法試験・公務員試験の特定のカリキュラムのオプションを申し込んだ受講生のみ利用可能。
- 飯田橋ラウンジ 東京都新宿区新小川町5-5 サンケンビル4階（本社）
- 早稲田ラウンジ 東京都新宿区馬場下町9 中羽ビル4階
- 日吉ラウンジ 神奈川県横浜市港北区日吉本町1-17-27 ツインズ202
- 駒場ラウンジ 東京都渋谷区富ヶ谷2丁目21-15 松濤第一ビル5階
- 国立ラウンジ 東京都国立市東1丁目16-17 ポポロショッピングセンター内3階 CPAアガルートアカデミー国立ラウンジ ※東京CPA会計学院と共同運営
- 大阪ラウンジ 大阪府大阪市淀川区十三東1丁目17-19 ファルコンビル6階
- 京都ラウンジ 京都府京都市上京区今出川通寺町東入一真町93番地 CPAアガルートアカデミー京都ラウンジ ※東京CPA会計学院と共同運営

### グループ会社
- 株式会社ファンオブライフ
- 株式会社Luxy
- 株式会社 新社会システム総合研究所
- 株式会社 シナプス
- 株式会社 プラハ
- 株式会社mofmof
- 株式会社エーアイアカデミー
- 株式会社アガルートテクノロジーズ
- 株式会社アガルートITパートナーズ
- 株式会社メディアグロース
- 株式会社クエリマーケティング
- 株式会社ワクコンサルティング

### 関連事業所
- [[アガルート法律会計事務所]] 弁護士を中心とした総合事務所

### 物流センター
- 座間物流センター 神奈川県座間市入谷西3-13-10
- 千葉物流センター 千葉県千葉市稲毛区緑町1丁目15-12 伴龍ビル1階

## 沿革
- 2013年12月 株式会社アガルート設立
- 2014年6月 アガルート法律会計事務所設立
- 2015年1月 アガルートアカデミー 司法試験・予備試験講座の販売を開始
- 2015年2月 行政書士通信講座を開講
- 2015年5月 本社を東京都新宿区新小川町に移転
- 2015年5月 弁理士通信講座を開講
- 2016年4月 公務員通信講座を開講
- 2016年10月 宅建通信講座を開講
- 2017年1月 司法試験講座において、通信講座に講師による個別指導を組み合わせた「マネージメントオプション」の販売を開始
- 2017年2月 早稲田ラウンジ開設
- 2017年4月 社労士通信講座を開講
- 2017年5月 日吉ラウンジ開設
- 2017年7月 司法書士通信講座を開講
- 2018年3月 駒場ラウンジ、大阪ラウンジ開設
- 2018年4月 土地家屋調査士・測量士補通信講座を開講
- 2018年10月 マンション管理士・管理業務主任者通信講座を開講
- 2018年12月 座間事務所開設
- 2019年4月 書籍出版事業開始
- 2019年7月 賃貸不動産経営管理士通信講座を開講
- 2019年7月 国内MBA通信講座を開講
- 2019年9月 アガルートAIリーガルコモンリリース
- 2019年12月 中小企業診断士通信講座を開講
- 2020年1月 アガルートメディカルリリース
- 2020年2月 株式会社ファンオブライフを完全子会社化
- 2020年3月 アガルート登記測量事務所/アガルート土地家屋調査士法人設立
- 2020年3月 国立ラウンジ開設
- 2020年7月 データサイエンス通信講座を開講
- 2020年8月 アガルートキャリアリリース
- 2020年10月 京都ラウンジ開設
- 2020年12月 アガルートオンラインコーチングリリース
- 2021年2月 株式会社Luxyを完全子会社化
- 2021年3月 エイパス株式会社を完全子会社化
- 2021年3月 千葉物流センター開設
- 2021年4月 測量士通信講座を開講
- 2021年9月 株式会社LunwayからTOEFL IELTS Booster事業を譲り受け「TOEFL®・IELTS マンツーマンオンラインコーチング」を販売開始
- 2022年3月 通関士通信講座を開講
- 2022年6月 株式会社 新社会システム総合研究所を完全子会社化
- 2022年6月 株式会社 シナプスを完全子会社化
- 2022年6月 株式会社 プラハを完全子会社化
- 2022年11月 株式会社 mofmofを完全子会社化
- 2023年9月 株式会社エーアイアカデミーを完全子会社化
- 2023年10月 不動産鑑定士通信講座を開講
- 2024年3月 株式会社メディアグロース及び株式会社クエリマーケティングを完全子会社化